# Druzylla

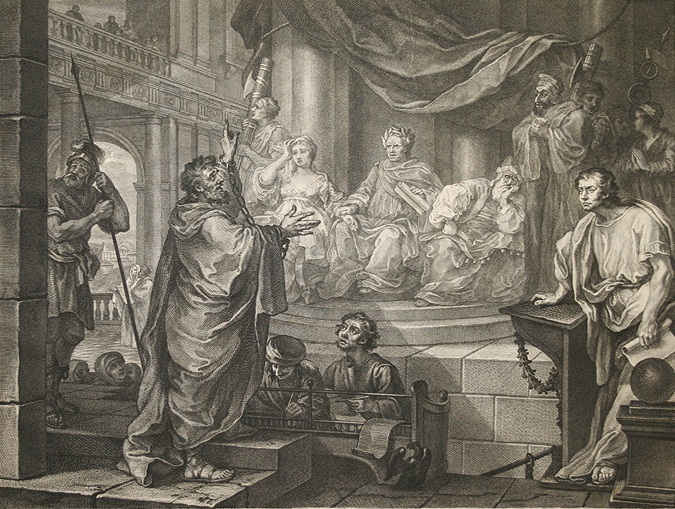
William Hogarth, Św. Paweł przed Feliksem, 1752. Druzylla siedzi po prawej stronie Feliksa.

Druzylla (ur. 38 lub 39, zm. 79) – postać biblijna z Nowego Testamentu.
Była najmłodszą córką Heroda Agryppy I i jego żony Kypros III; siostrą Druzusa, Heroda Agryppy II, Bereniki i Mariamme VI. Imię otrzymała na cześć siostry cesarza Kaliguli. Początkowo miała poślubić Epifanesa, syna Antiocha IV, króla Kommageny. Przyszły mąż nie zgodził się przejść na judaizm, dlatego narzeczeństwo się rozpadło.
W 53 roku poślubiła Azisa, króla Emesy. Krótko potem Druzylla porzuciła go, by zostać żoną Marka Antoniusza Feliksa, rzymskiego prokuratora Judei. Z tego małżeństwa miała syna Agryppę III. 
Wspomniana w Dziejach Apostolskich (24,24).